# Flower Boy
Albums de Tyler, The Creator
Cherry Bomb
(2015) Music Inspired by Illumination & Dr. Seuss' The Grinch
(2018)
Singles
1. Who Dat Boy
Sortie : 30 juin 2017
2. Boredom
Sortie : 11 juillet 2017
3. I Ain't Got Time!
Sortie : 19 juillet 2017
4. See You Again
Sortie : 29 août 2017

Flower Boy ou Scum Fuck Flower Boy est le quatrième album studio de Tyler, The Creator, sorti le 21 juillet 2017.
L'album s'est classé 1er au Top Rap Albums et au Top R&B/Hip-Hop Albums et 2e au Billboard 200 et au Digital Albums.

## Liste des titres
Tous les titres sont produits par Tyler, The Creator.
| No  | Titre                                                      | Auteur | Contient un (des) sample(s) de                                                                                          | Durée |
| --- | ---------------------------------------------------------- | --- | --- | ----- |
| 1.  | Foreword (featuring Rex Orange County)                     | Michael Karoli, Jaki Liebezeit, Irmin Schmidt, Holger Schuering, Damo Suzuki, Tyler Okonma, Alex O'Connor | Spoon (Sonic Youth Mix) de Can                                                                                          | 3:14  |
| 2.  | Where This Flower Blooms (featuring Frank Ocean)           | Okonma, Frank Ocean                                                                                       | | 3:14  |
| 3.  | Sometimes...                                               | Okonma | Got 'Til It's Gone de Janet Jackson featuring Q-Tip et Joni Mitchell                                                    | 0:36  |
| 4.  | See You Again (featuring Kali Uchis)                       | Okonma | Wesley's Theory de Kendrick Lamar featuring George Clinton et Thundercat                                                | 3:00  |
| 5.  | Who Dat Boy (featuring A$AP Rocky)                         | Okonma, Rakim Mayers                                                                                      | | 3:25  |
| 6.  | Pothole (featuring Jaden Smith)                            | Roy Ayers, Okonma                                                                                         | Ooh de Roy Ayers | 3:57  |
| 7.  | Garden Shed (featuring Estelle)                            | Okonma, Estelle Swaray                                                                                    | | 3:43  |
| 8.  | Boredom (featuring Rex Orange County et Anna of the North) | Okonma | Get Down des Montereys                                                                                                  | 5:20  |
| 9.  | I Ain't Got Time!                                          | Okonma | Introduction de Bel-Sha-Zaar, Tommy Genapopoluis & The Grecian Knights                                                  | 3:26  |
| 10. | 911 / Mr. Lonely (featuring Frank Ocean et Steve Lacy)     | Raymond Calhoun, Ocean, Okonma                                                                            | Outstanding du Gap Band R&B Ballad de Joey D. Vieira The Magic Mirror (extrait du film Blanche-Neige et les Sept Nains) | 4:15  |
| 11. | Droppin' Seeds (featuring Lil Wayne)                       | Okonma, Dwayne Carter, Jr.                                                                                | Express Yourself de N.W.A                                                                                               | 0:59  |
| 12. | November                                                   | Okonma | | 3:45  |
| 13. | Glitter                                                    | Okonma | The Magic Mirror (extrait du film Blanche-Neige et les Sept Nains)                                                      | 3:44  |
| 14. | Enjoy Right Now, Today                                     | Okonma | | 3:55  |